# Байдала (Аршалинський район)
Байдала́ (каз. Байдала) — село у складі Аршалинського району Акмолинської області Казахстану. Входить до складу Берсуатського сільського округу.
Населення — 100 осіб (2021; 158 у 2009, 231 у 1999, 375 у 1989).
Національний склад станом на 1989 рік:
- казахи — 43 %;
- росіяни — 25 %.

У радянські часи село називалось Байдали.